# Cátedra Libre de Cultura Francesa
La Cátedra Libre de Cultura Francesa de la Universidad Nacional de La Plata es una cátedra extracurricular, cuyas autoridades ad honorem asumen por recomendación de la Alianza Francesa de La Plata ante la UNLP. Su primer director fue el Dr. Juan Carlos Giménez Lemme y su primer secretario el Dr. Oscar Remaggi.

## Origen e inauguración
El Consejo de Administración de la Alianza Francesa de La Plata, en su reunión del 4 de mayo de 2006, decidió iniciar los trámites para la creación de una Cátedra Libre en la Universidad Nacional de La Plata. Las gestiones culminaron felizmente con la Resolución N.º 327 de fecha 24 de mayo de 2006, cuando el presidente de la universidad, Arq. Gustavo Azpiazu, creó en su esfera esta cátedra extracurricular.
La presentación en público y su primera actividad se realizó el 5 de junio de 2007 en el salón Dardo Rocha del Rectorado, con una conferencia del embajador extraordinario y plenipotenciario de Francia en Argentina, Frederic Baleine Du Laurens.

## Objetivo en la sociedad
Su principal objetivo es crear un ámbito de difusión comprensivo de la cultura y ciencia francesas, tratando los asuntos, desarrollos de materias, estudio de personalidades provenientes del arte, pensamiento y cualquier otro tema de interés dentro de dicho marco, que aporte al fin propuesto. Contribuyendo a favorecer un mejor conocimiento y amistad mutua entre ambos países y consolidar la historia común entre la UNLP y la República de Francia. Esto hace que sea la única cátedra universitaria oficial en toda Latinoamérica con estas características.

## Reinauguración
En septiembre del 2024, en las vísperas del 110° aniversario de la Alianza Francesa de La Plata, el presidente de la entidad, Gabriel Darrigran, firmó un convenio con el presidente de la UNLP, para revitalizarla luego de la suspensión de actividades por la pandemia de COVID-19.

## Conferencias organizadas por la cátedra
- Entre la poesía y la docencia. A cargo del poeta Rafael Felipe Oteriño. En el Salón Dardo Rocha de la UNLP. Año 2007.

- Julio Verne, Dardo Rocha y La Plata. A cargo del Prof. Jorge Héctor Paladini, Universidad Nacional de La Plata. En el Salón Dardo Rocha de la UNLP. Año 2008.

- De l´Union européenne á la désunion européenne / De la Unión Europea a la desunión europea. A cargo del Prof. Michel Deyra de la Universidad de Auvergne, Francia. En el Salón Dardo Rocha de la UNLP. Año 2011.

- Le pouvoir en France / El poder en Francia. A cargo del Prof. Michel Deyra, Universidad de Auvergne, Francia. En el Salón de Actos de la Alianza Francesa de La Plata. Año 2012.

- Gastronomía, vino y arte. A cargo de Oscar Caballero, corresponsal gastronómico en Francia. En el Salón de Actos de la Alianza Francesa de La Plata. Año 2013.

- Las familias de lenguas en el mundo. A cargo del lingüista Carlos Enrique Forte de la Universidad Nacional de La Plata. En el Salón Dardo Rocha de la UNLP. Año 2019.